# 大西尹明
大西 尹明（おおにし ただあき、1918年4月3日 - 2001年6月5日）は、日本の翻訳家。

## 経歴
東京出身。早稲田大学英文科卒業、戦後、明治大学政治経済学部教授を務めた。
1968年に川瀬広保らが創設した明治大学SF研究会の会長。
レイ・ブラッドベリ『ウは宇宙船のウ』、H・P・ラブクラフトの作品などSF、怪奇小説の翻訳で知られる。

## 翻訳
- 『赤い館の秘密』（A・A・ミルン、東京創元社） 1956 
のち創元推理文庫
- 『マラコット深海 / ゴードン・ピムの冒険』（アーサー・コナン・ドイル / E・A・ポオ）、東京創元社、世界大ロマン全集16）　1957
- 『現代史大系 第2 ファシズム アドルフ・ヒトラー』（アラン・バロック、みすず書房） 1958 - 1960
- 『狙った椅子』（The Narrowing Circle、ジュリアン・シモンズ、東京創元社、クライム・クラブ） 1958 
のち改題『ねらった椅子』（創元推理文庫）
- 『怪物』（A・ビァース、東京創元社、世界恐怖小説全集5） 1958
- 『消えた心臓』（平井呈一共訳、東京創元社、世界恐怖小説全集4） 1959
- 『ジェニーの肖像』（ロバート・ネーサン、東京創元社、世界大ロマン全集60）  1959
- 『メルトン先生の犯罪学演習』（Full Circle、ヘンリ・セシル(Henry Cecil)、創元推理文庫） 1961
- 『木曜日の男』（The Man Who Thursday: A Nightmare、チェスタトン、東都書房、世界推理小説大系10） 1963
- 『時間の種』（The Seeds of Time、ジョン・ウィンダム、創元推理文庫） 1966
- 『ウは宇宙船のウ』（レイ・ブラッドベリ、創元推理文庫） 1968
- 『怪奇小説傑作集 第3』（橋本福夫共訳、創元推理文庫） 1969
- 『ピー・アイ・マン』（The Darkside of the Earth、アルフレッド・ベスター、創元推理文庫） 1969 
のち『世界のもうひとつの顔』に改題（創元SF文庫）
- 『考える技術』（エルネスト・ディムネ(Ernest Dimnet)、彌生書房、彌生選書） 1970
- 『ポオ小説全集2』（エドガー・アラン・ポー、創元推理文庫） 1974
「ナンタケット島出身のアーサー・ゴードン・ピムの物語」
「沈黙」
「ジューリアス・ロドマンの日記」
「群衆の人」
「煙に巻く」
「チビのフランス人は、なぜ手に吊繃帯をしているのか?」
「エドガー・ポオ その生涯と作品」（ボードレール）
- 『ラヴクラフト傑作集 1』（創元推理文庫） 1974
のち『ラヴクラフト全集 1』に改題（創元推理文庫）
「インスマウスの影」
「壁のなかの鼠」
「死体安置所にて」(In the Vault)
「闇に囁くもの」